# Amazone à front jaune
Amazona ochrocephala
Espèce
Statut de conservation UICN

 LC  : Préoccupation mineure
Statut CITES
L'Amazone à front jaune (Amazona ochrocephala) est une espèce d'oiseaux sud-américaine de taille moyenne, de la famille des Psittacidae.

## Description
Cette espèce mesure environ 38 cm de longueur, et pèse entre 340 et 535 g. Comme la plupart des espèces d'amazones, cet oiseau a un plumage essentiellement vert. Néanmoins, la partie avant de sa calotte est jaune, ce qui lui donne son nom d'Amazone à front jaune. Le bec est sombre, parfois rougeâtre à la mandibule supérieure.

## Habitat
Cette espèce vit dans des régions de forêts de basse ou moyenne altitude, jusqu'à 500 voire 700 m. Elle fréquente des zones de savanes parsemées de pins ou de palmiers, des régions de maquis arides et buissonneux, des forêts sèches ou semi-humides.

## Répartition et sous-espèces
- A. o. panamensis (Cabanis, 1874) : ouest du Panama et nord-ouest de la Colombie ;
- A. o. ochrocephala (Gmelin, JF, 1788) : est de la Colombie, Venezuela, plateau des Guyanes et nord du Brésil ;
- A. o. xantholaema	von Berlepsch, 1913 : Marajó ;
- A. o. nattereri (Finsch, 1865) : du sud de la Colombie à l'est du Pérou, le nord de la Bolivie et l'ouest du Brésil.

## Longévité
La longévité de cet oiseau est d'au moins 38 ans en captivité.